# Xã Lurgan, Quận Franklin, Pennsylvania
Xã Lurgan (tiếng Anh: Lurgan Township) là một xã thuộc quận Franklin, tiểu bang Pennsylvania, Hoa Kỳ. Năm 2010, dân số của xã này là 2.151 người.